# Nzakara (langue)
Le nzakara (ansakara, n’sakara, sakara, zakara) est une langue zandé parlée dans l'est de la République centrafricaine, débordant sur la République démocratique du Congo. 
Elle peut être intelligible avec le zande proprement dit, du moins pour certains locuteurs.

## Écriture
Une orthographe nzakara a été développée par l’Association centrafricaine pour la traduction de la Bible et l’alphabétisation (ACATBA).
| a | b | d | e | f | g | gb | i | ɨ | k | kp | l | m | mb | mv | n | nd | ng | ngb | ny | nz | o | p | s | t | u | ʉ | v | w | y | z |

Le ton haut est indiqué sur la voyelle à l’aide de l’accent circonflexe ‹ â, ê, î, ɨ̂, ô, û, ʉ̂ ›, le ton moyen avec le tréma ‹ ä, ë, ï, ɨ̈, ö, ü, ʉ̈ › et le ton bas sans signe diacritique ‹ a, e, i, ɨ, o, u, ʉ ›. Le ton descendant haut-moyen, le ton descendant moyen-bas et le ton montant bas-haut sont indiqués en doublant la voyelle et un signe diacritique sur la première ou deuxième lettre.

## Source
- (en) Cet article est partiellement ou en totalité issu de l’article de Wikipédia en anglais intitulé « Nzakara language » (voir la liste des auteurs).
- Association centrafricaine pour la traduction de la Bible et l’alphabétisation (ACATBA), La phonologie et l’orthographe de la langue Nzakara, ACATBA, 2005, 74 p. (lire en ligne)